# The Improv
The Improv is een Amerikaanse franchiseformule van comedyclubs. In de clubs hebben vele bekende comedianten hun eerste optredens uitgevoerd.
Het bedrijf begon met slechts één vestiging in 1963. Budd Friedman richtte het bedrijf op in de wijk Hell's Kitchen in New York. Een tweede vestiging werd in 1974 geopend in het Fairfax District van Los Angeles. Later openden meerdere vestigingen en werd de Levity Entertainment Group de grootste aandeelhouder.

## Bekende namen
Onder meer de volgende artiesten hebben in het begin van hun carrière opgetreden in The Improv:
- Richard Pryor
- Robert Klein
- Steve Landesberg
- Bette Midler
- Lily Tomlin

- Jay Leno
- Gilbert Gottfried
- Joe Piscopo
- Bruce Mahler
- Mark Schiff

- Larry David
- Dave Attell
- Lewis Black
- Mike Birbiglia
- Louis CK

- Jimmy Fallon
- Eddie Murphy
- Jim Carrey
- Karen Black
- Debra Winger

## Trivia

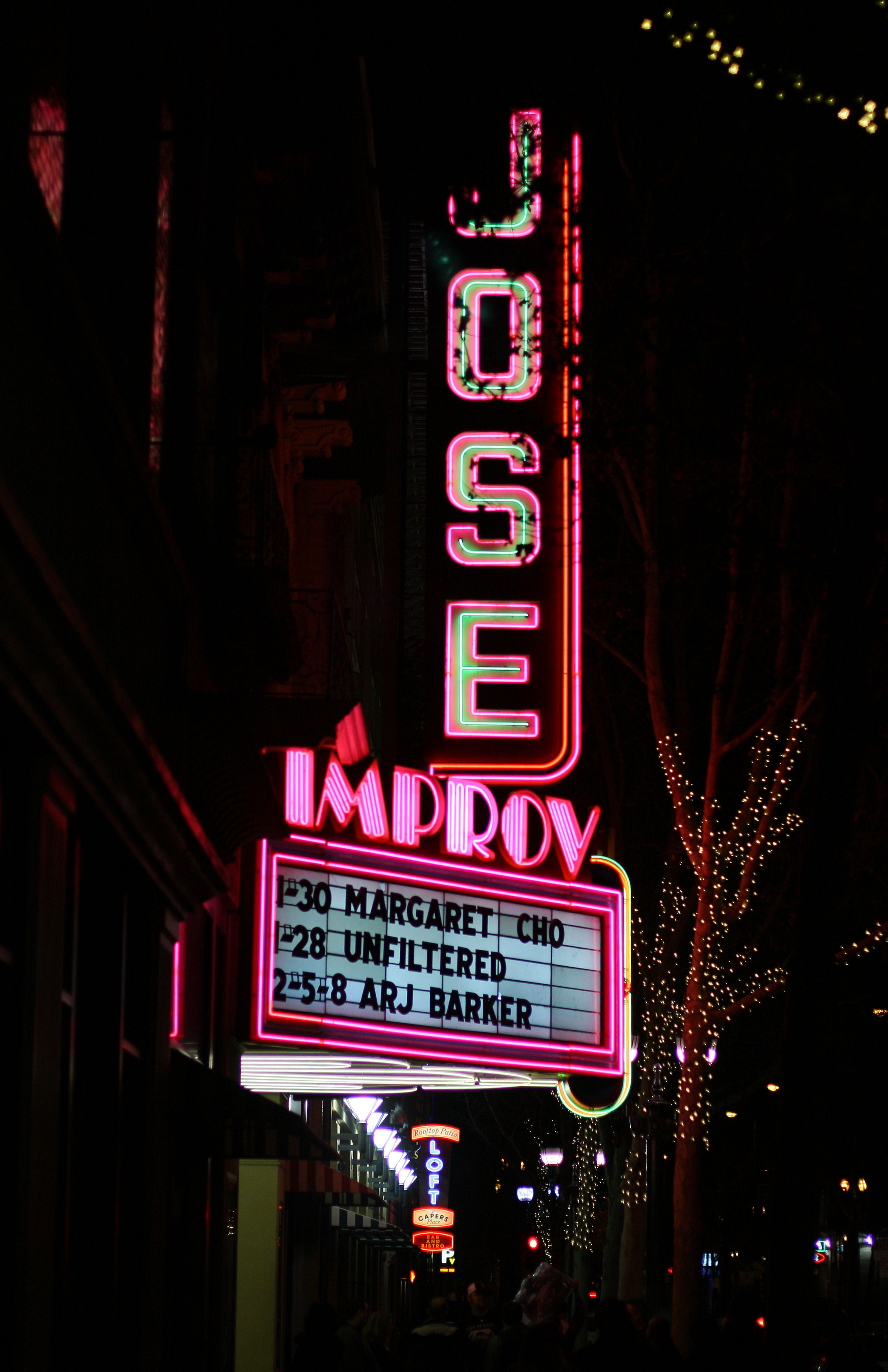
The Improv in San Jose.

- De clubs worden gebruikt door stand up-comedianten van The Daily Show om hun tekst uit te proberen.
- Diverse bekendheden zitten regelmatig in het publiek.
- De eerste vestiging was tevens het decor van de serie An Evening at the Improv, die liep van 1982 tot 1996.